# St Levan
St Levan är en ort och civil parish i Storbritannien.   Den ligger i grevskapet Cornwall och riksdelen England, i den södra delen av landet, 400 km väster om huvudstaden London. St Levan ligger 59 meter över havet och antalet invånare är 459.
Terrängen runt St Levan är platt. Havet är nära St Levan åt sydväst.  Närmaste större samhälle är Penzance, 12,2 km nordost om St Levan. 